# 사생활 침해
|                                                      |
| 불법행위법                                           |
| 영미법 시리즈                                        |
| 과실                                                 |
| 주의의무 · 주의기준                                  |
| 근인 · 사실추정의 원칙                               |
| 과실계산 · 가해자 완전책임                           |
| 과실의 정신적 가해행위                               |
| 구조원칙 · 구조의무                                  |
| 법률상 불법행위                                      |
| 제조물책임법 · 고위험 행위                           |
| 불법침입인 · 승낙출입자 · 고객                       |
| 유인적 위험물                                        |
| 재산관련 불법행위                                    |
| 불법침해 · 컨버전                                    |
| 압류동산회복소송 · 동산점유회복소송 · 횡령물회복소송 |
| 유해물                                               |
| 근린방해 · 라일랜즈 대 플레처 판결                   |
| 의도적 불법행위                                      |
| 폭행위협 · 폭행 · 불법감금                           |
| 정신적 피해                                          |
| 승낙 · 필요 · 자기방어                               |
| 명예관련 불법행위                                    |
| 명예훼손 · 사생활 침해                               |
| 신뢰훼손 · 절차악용                                  |
| 악의적 기소                                          |
| 경제적 불법행위                                      |
| 사기 · 불법적 간섭                                   |
| 음모 · 영업방해                                      |
| 의무, 변론, 구제방법                                 |
| 상대적 과실과 과실 기여                              |
| 명백한 회피 기회 원칙                                |
| 상급자책임 · 동의는 권리침해 성립을 조각             |
| 패륜적 계약에서 채권발생 없다                        |
| 손해배상 · 금지명령                                  |
| 영미법                                               |
| 미국의 계약법 · 미국의 재산법                        |
| 미국의 유언신탁법                                    |
| 미국의 형법 · 미국의 증거법                          |

사생활 침해(私生活 侵害, 영어: invasion of privacy)는 일반적으로 개인에 관련된 여러 가지 정보(성별, 주소, 나이, 재산정도, 학력, 취미 등)들이 다른 사람에게 노출되거나 악용되는 것을 뜻한다. 이것은 심할 경우에는 사람을 죽일 수 있다.

## 미국
사생활 침해는 영미법내 불법행위 중 하나로 다른 사람의 침해 없이 있을 권리를 말한다. 단, 공인은 사생활 침해에 대한 범위가 좁아질 수 있다. 광의로 소유물을 검색이나 점유로부터 자유로울 권리, 자신에 대한 정보를 제한하고 통제할 권리를 포함한다. 무단침입과 구별되는 점은 토지소유자의 생활과 전혀 무관한 토지에 불법침입한 경우 사생활 침해가 성립되지 않는다는 점이다.
예를 들어 타인의 집안을 도청하거나 무단침입하는 것 혹은 밤에 타인에게 계속적으로 전화를 하거나 망원경으로 집안을 관찰하거나 촬영하는 것등은 사생활 침해에 해당된다. 하지만 채무변제 독촉을 이유로 여러 차례 전화를 거는 것이나 보험사 직원이 상해보험금 지급을 위하여 공공장소에서 상해자의 사진을 찍는 등의 행위는 사생활 침해로 간주하지 않는다.

### 사생활 침해에 대한 이론발전사
불법행위로서 사생활 침해에 대한 이론은 1890년 하버드 법학대학원 로리뷰 논문으로부터 출발한다. 사뮤엘 워런(Samuel D. Warren)과 브랜다이스가 작성한 사생활에 대한 권리(The Right of Privacy)이다.

### 상업적 이익을 위해 원고의 사진이나 이름을 사용
유명 씨름선수의 얼굴을 허락없이 정력제 광고에 사용하는 것이 한 예이다.

### 원고의 내밀에 대한 침해
잡지기자가 옷을 갈아 입는 유명배우의 누드 사진을 찍어 보도하는 경우 내밀에 대한 침해가 될 수 있다.

### 개인적인 사실을 공개적으로 폭로
본 공개는 합리적인 개인에게 객관적으로 불쾌감을 유발하여야 한다. 공개된 사실이 진실인지는 상관이 없다.

### 주요 판례
- Hamberger v. Eastman, 10 N.H. 107, 110, 206 A.2d 239 (1964).
- McClain v. Boise Cascade Corp., 271 Or. 549,. 533 P.2d 343 (1975).

## 같이 보기
- 명예훼손
- 프라이버시
- 스토킹
- 퍼블리시티권